# Misia Sert

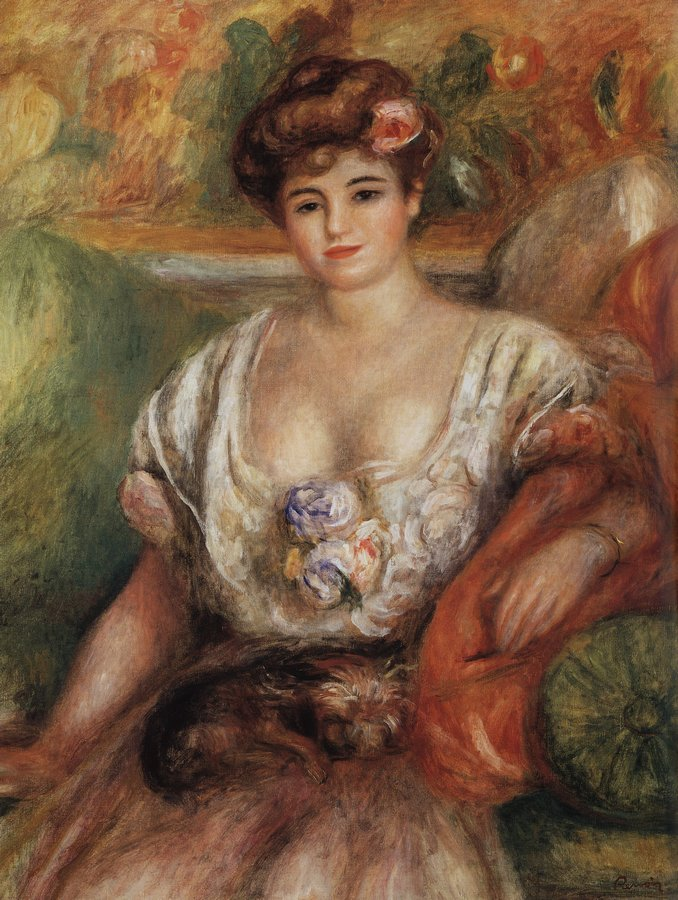
Pierre-Auguste Renoir, Retrato de Misia Sert.

Maria Zofia Olga Zenajda Godebska, conocida como Misia Sert (San Petersburgo, 30 de marzo de 1872-París, 15 de octubre de 1950) fue una pianista que regentó un salón artístico en París, siendo musa y mecenas de numerosos artistas para los que regularmente posó. Su pseudónimo, Misia, significa en polaco “osito de peluche”.

## Biografía

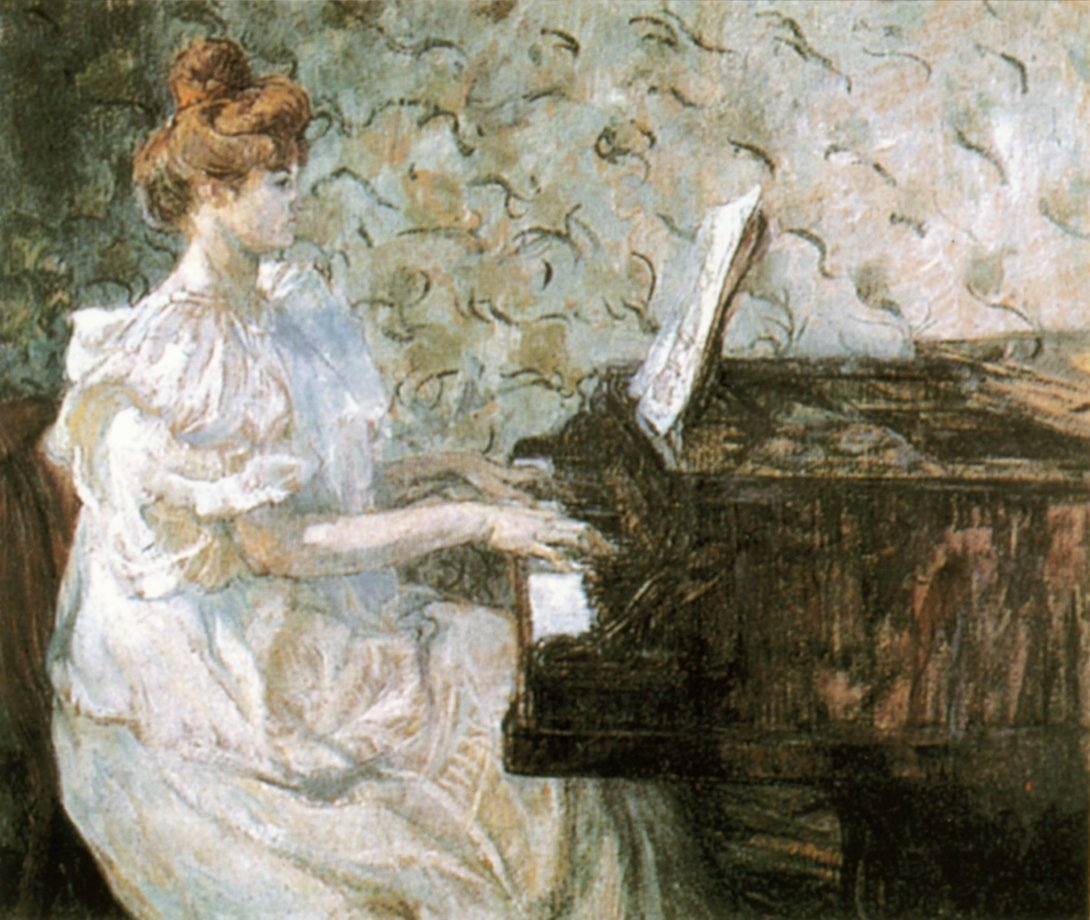
Henri de Toulouse-Lautrec, Misia, 1897.

Su padre, Cyprian Godebski (1835-1909), fue un reconocido escultor polaco, profesor en la Academia Imperial de las Artes en San Petersburgo desde 1870. Su madre, Zofia Servais era hija de un notable chelista belga, Adrien-François Servais, y de la rusa Sophia Feguine. Mientras el padre trabajaba en un encargo en San Petersburgo, la madre tuvo conocimiento de que él le estaba siendo infiel con una joven tía de ella, Olga Féguine. Zofia Servais viajó a través de Europa para obtener una explicación, pero murió al dar a luz a Misia. Poco después, el padre se volvió a casar con la polaca Matylda Natanson, con la que tuvo un hijo, Cipa Godebski, que fue muy importante para Misia.
La bebé fue enviada a vivir con sus abuelos maternos Servais en Bruselas y fue su abuelo quien se encargó de su educación musical.
A temprana edad se descubrió el talento de Misia como pianista, tomó lecciones con Gabriel Fauré y dio su primer concierto público en el Théâtre d'Application de París en 1892. Se casó a los veintiún años con Tadeusz Natanson (conocido como Thadée Natanson), un primo lejano, político y periodista emigrado polaco fundador de La Revue Blanche. La pareja se instaló en la rue Saint-Florentin de París. De esta época existe un retrato de ellos, pintado por Pierre Bonnard, en el Museo Reina Sofía de Madrid. Otro retrato de ella, de cuerpo entero, igualmente pintado por Bonnard en 1908, cuelga en el Museo Thyssen-Bornemisza, y un tercero en formato busto lo posee Juan Abelló.
En 1905, tras un divorcio doloroso, Misia se casó con el magnate de la prensa Alfred Edwards, época en la que comenzó a organizar su influyente salón artístico-literario en París. Stéphane Mallarmé, Maurice Ravel, Claude Debussy, así como pintores tales como Pierre-Auguste Renoir, Édouard Vuillard, Félix Vallotton y Bonnard se encontraban entre sus invitados habituales. Misia fue confidente de Pablo Picasso y Jean Cocteau, así como patrona de los Ballets Rusos de Sergei Diaghilev y amiga cercana de Coco Chanel. 
Se casó por tercera vez, en 1920 con el pintor catalán José María Sert (1876-1945). 
Misia, una belleza reconocida, fue pintada en numerosas ocasiones, y fue una de las modelos de Toulouse-Lautrec para el póster de La Revue blanche en 1895. Un retrato de Misia por Renoir se encuentra actualmente en la Tate Gallery.
Ravel le dedicó Le Cygne (El Cisne) en Histoires Naturelles y La Valse (El Vals).